# Biocombustible d'algues

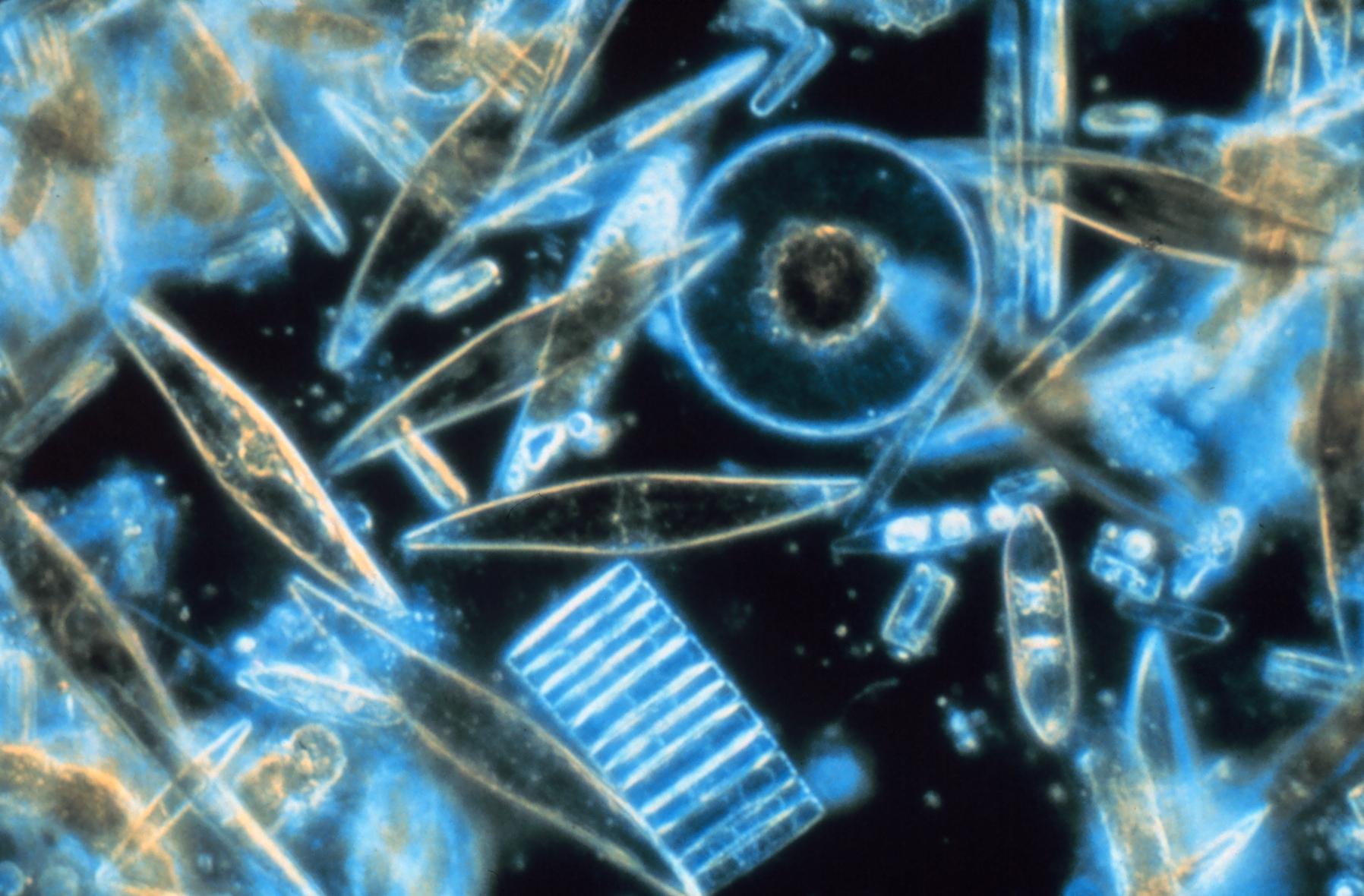
Hi ha unes 100.000 espècies de microalgues (diatomees) alguns tàxons són particularment rics en lípids d'alt poder energètic

El biocombustible d'algues o agrocombustible d'algues és un producte usat per a la descontaminació i valorització del diòxid de carboni obtingut a partir de microalgues cultivades. El seu ús com a agrocombustible pur, independent del de reductor d'emissions de diòxid de carboni La idea d'usar les algues només com a combustible tècnicament tampoc té sentit perquè presenta un balanç energètic negatiu, és a dir que hom empra més energia en fabricar el producte que l'energia que es pugui obtenir després amb la seva combustió.

## Conceptes previs
En teoria, els glúcids de les algues, com qualsevol altre sucre, pot fermentar, i així hom pot obtenir alcohol (etanol i butanol), que es pot fer servir, com tots els altres alcohols, com a combustibles. Malauradament el contingut en glúcids o hidrats de carboni de les algues és molt baix.
El factor de massa seca és el percentatge de biomassa seca sobre la biomassa amb humitat. Per exemple si el factor de massa seca d'un producte és del 5% calen 100kg de massa fresca d'algues, per exemple, per obtenir 5kg de biomassa seca, en aquest exemple de cèl·lules seques d'algues, un cop extreta l'aigua.
El contingut de lípids és el percentatge de pes de lípids o greix (oli, en el cas vegetal, i en particular de les algues) en relació al pes total de la biomassa seca, com per exemple de cèl·lules seques d'algues.

## Descripció
L'agrocombustible d'algues és una mena d'agrofuel que s'obté, com el seu nom indica, a partir d'algues, més precisament de fitoplàncton. Es pot fer amb diversos tipus de microalgues com, per exemple, la Dunaliella salina. Per al cas concret de la planta industrial que existeix actualment, l'empresa que les cultiva no vol donar a conèixer de quina espècie es tracta, només ha desvelat que és mediterrània i que és microscòpica, cent vegades menor a un gra de sorra. Aquestes algues es cultiven molt concentrades en una dissolució d'aigua amb gran quantitat de nutrients (nitrats i fosfats) a la qual s'injecta aire i diòxid de carboni. Es troben en llargs tubs transparents per tal que els arribi el màxim de llum possible.
La preparació d'aigua amb algues es recull quan aquestes s'han reproduït el màxim possible, és a dir que la concentració d'alga és la màxima. Cada dia es pot recol·lectar aproximadament la meitat de líquid amb algues. Tot i ser molt concentrat, només hi ha un 1% d'alga i la resta és aigua. Amb les algues separades de l'aigua s'obté una pasta que es tracta de manera similar al petroli, amb un procés de craqueig a altes pressió i temperatura i un posterior refinat.
A partir del refinat es pot obtenir agrocombustible, que està previst que es pugui utilitzar per a motors de vehicles (querosè d'alga pels avions i gasolina d'alga pels automòbils, bàsicament) i diferents matèries primeres, com per exemple plàstics.

## Fabricació
Actualment es fabrica només a la planta Blue Petroleum ONE, propera a la universitat d'Alacant i al costat d'una cimentera del grup Cemex que emet diòxid de carboni durant les vint-i-quatre hores del dia. La fàbrica d'agrocombustible està formada per tubs transparents de vuit metres d'alçada anomenats bioreactors, on es cultiven les algues. Les algues es troben en aigua amb nitrats i fosfats, injectada contínuament amb l'aire i diòxid de carboni que surt de la cimentera i exposades a la llum solar. És important per al rendiment de la planta que estigui situada en un lloc amb bona irradiació solar, per exemple a Alacant fa sol una mitja de tres-cents dies a l'any.
Les algues es reprodueixen ràpidament, doblant el seu volum cada dia, de manera que diàriament se n'extreu la meitat. les algues extretes es filtren per a treure-hi l'aigua, que es torna a introduir als tubs. Aquesta aigua representa el 99% total de la massa extreta i només un 1% és alga. Les algues sense l'aigua formen una pasta que es tracta com el petroli en una refineria.

## Balanç energètic
El balanç energètic de l'ús d'agrocombustible d'alga com a combustible no és positiu, això vol dir que l'energia pagada i exhaurible (és a dir, sense considerar la gratuïta del sol) necessària per a fabricar aquest producte no és a priori superior a l'energia que s'obté d'ell quan es crema. Cosa que implica que tècnicament no sigui interessant (i econòmicament tampoc).
En aquest balanç es compta també l'energia i recursos necessaris per a produir el diòxid de carboni que es necessita per a alimentar les algues. Si aquesta energia s'empra per a una altra cosa, per exemple per a fer anar una fàbrica de ciment, i d'això en resulta diòxid de carboni com a subproducte, podem no tenir en compte aquesta energia (i recursos materials, econòmics, humans, etc.), ja que per a la producció de ciment es necessita igualment. Això es pot fer perquè l'energia necessària per a la producció de ciment i del CO₂ necessari per a la producció de petroli blau és la mateixa que la que cal per a produir la mateixa quantitat de ciment i llençar el diòxid de carboni que de tota manera es genera.

## Balanç de carboni
L'agrocombustible d'algues o petroli blau té com a principal objectiu la disminució de diòxid de carboni emès a l'atmosfera per una indústria. És a dir que es tracta principalment, i és venut com a tal, d'un producte per contribuir a la "descontaminació" (per a contaminar menys) i de "valorització del diòxid de carboni". Encara que el balanç energètic no sigui positiu, l'ús d'aquest producte secundari del procés fa que el diòxid de carboni passi de ser residu a un producte secundari que pot tenir un valor econòmic en ser cremat a una central tèrmica.
Segons Bernard Strïazzo-Mougin, president de Bio Fuel Systems, l'empresa que empra el petroli blau industrialment, la producció d'un barril de petroli blau, és a dir de 159 litres d'aquest, consumeix unes 2,2 tones de diòxid de carboni. Tanmateix, aquest no és el total de gas que es deixa d'alliberar a l'atmosfera, ja que si després s'usa el petroli blau com a combustible, hi haurà una combustió que emetrà també diòxid de carboni. S'ha calculat que la combustió d'un barril de petroli blau deixa anar 1,2 tones de CO₂ a l'atmosfera. Per tant, cada barril neutralitza aproximadament una tona (2,2 menys 1,2) de diòxid de carboni, concretament en neutralitza 937,85 kg. En altres paraules, el tractament amb petroli blau permet emetre un 45% menys de carboni a l'atmosfera.

## Balanç econòmic
Per a produir industrialment (i no només com a experiment de laboratori) agrocombustible d'alga i usar-lo cal que aquests procediments siguin econòmicament viables, és a dir que els diners que doni siguin superior als costos. En aquest cas la clau està novament en un producte secundari: del total de la massa d'algues que s'obté a la planta industrial, un 3% es pot transformar en àcids omega 3, un producte que té un preu interessant al mercat, de l'ordre de 100 €/kg. El que queda s'utilitza per a fer el petroli blau, que es pot vendre doncs a un preu competitiu (més econòmic) amb el petroli.
En 2011, un barril de petroli blau es ven a una mica més de 20€ (30$) mentre que un de petroli es ven a 105$.
La instal·lació situada a Alacant està actualment en expansió. Està previst que quan estigui acabada produeixi 230.000 barrils de petroli blau anuals.

## Investigació teòrica i projectes futurs
A França s'estan fent estudis similars amb algues locals però cap d'ells en té encara una planta industrial, encara que sigui pilot o d'experimentació. El més avançat que hi ha al respecte, al país gal, és una instal·lació pilot de cultiu a l'aire lliure de la microalga Dunaliella salina a unes salines no explotades comercialment de la regió del Migdia de França. En principi els estudis haurien d'haver començat a principis de 2011 per a fer un primer miniexperiment de deu hectàrees en 2013. D'altra banda, a Bretanya, concretament a Ar Mor-Bihan, sembla que en un futur està previst experimentar el cultiu semiindustrial d'algues en una bassa sobre argila blanca.
El 2011 un equip de la Universitat d'Arkansas va desenvolupar un mètode, encara en fase de teoria i estudi, de fermentació per a descontaminar aigua, oxigenant-la i traient-ne l'excés de nitrogen i fòsfor dels fertilitzants de l'agricultura i altres fonts. La seva idea és utilitzar també algues, a més d'àcid butíric, per a formar butanol amb els residus, que es veurien així valorats, ja que voldrien que es pugui usar també per a ser cremats com a combustible idealment en automòbils.